# 北新泾街道
北新泾街道，是中华人民共和国上海市長寧區下辖的一个乡镇级行政单位。面积1.80（一說2.22）平方公里。户籍人口3.87万人（2023年）。

## 行政区划
北新泾街道下辖以下居委会：
新泾一村第一社区、新泾一村第二社区、新泾二村社区、新泾三村社区、新泾四村社区、新泾五村社区、新泾六村社区、新泾七村社区、新泾八村社区、北翟社区、蒲松北路社区、哈密新村社区、元丰花园社区、金平社区和剑河家苑社区。

## 歷史
南宋时，新泾港注入吴淞江处逐渐形成集市，當時人們將此地稱為北新泾。元朝至元二十九年（1292年），北新泾隸属松江府上海县高昌乡二十七保至三十保。清朝嘉庆二十年（1815年），當局建立北新泾市。中華民国元年（1912年），隶属江苏省沪海道上海县蒲淞市。此後外商和中國企業開始在北新涇兴办工厂。中華民国二十七年（1938年），北新泾镇与华漕镇合并為新华镇。中華民国三十六年（1947年），隶属上海市新泾区。
1949年5月24日，北新泾镇被中國人民解放軍佔領后，當局在北新涇設立新泾区第一办事处。1952年2月，北新涇镇人民政府成立。1956年3月後，北新泾先后隶属西郊区、长宁区、上海县解放公社、上海县新泾公社。1961年10月，北新涇成为上海县直属镇。1984年9月起，隸屬长宁区。1996年，北新泾镇撤銷，建立北新泾街道。

## 交通
北新泾街道境內有两条主干道，分別為天山西路和北翟路；两座跨蘇州河的橋樑，為真光路桥和祁连山南路桥；一條城市快速路上海中环线以及上海轨道交通2号线北新泾站。